# Asiatisk option
En asiatisk option är en option där beloppet som ska utbetalas beror på ett medelvärde av priser från olika tidpunkter. Det innebär att utbetalningen blir mindre känslig för tillfälliga prisvariationer, och att det också blir svårare att avsiktligt manipulera priset på den underliggande tillgången. Risken för dem som handlar med optionen minskar därför.
En asiatisk köpoption kan sägas ge innehavaren rätt att köpa en tillgång för medelpriset över en viss period.
Payoff-funktionen för en asiatisk köpoption kan skrivas som {\displaystyle \left({\frac {1}{T}}\int _{0}^{T}S_{t}dt-K\right)^{+}} i det kontinuerliga fallet och som {\displaystyle \left({\frac {1}{T}}\sum _{t=0}^{T}S_{t}-K\right)^{+}} i det diskreta fallet. I praktiken används alltid diskret data.